# 피에르시몽 드 라플라스 후작
피에르시몽 드 라플라스 후작(프랑스어: Pierre-Simon, marquis de Laplace, 프랑스어 발음: [pjɛʁ simɔ̃ laplas], 1749년 3월 23일~1827년 3월 5일)은 프랑스의 수학자이다.

## 생애

### 유년
라플라스는 1749년 노르망디 보몽앙오주(프랑스어: Beaumont-en-Auge)에서 태어났다. 그의 아버지는 피에르 라플라스(프랑스어: Pierre Laplace)였고, 어머니는 마리안 소숑(프랑스어: Marie-Anne Sochon)이었다. 라플라스 가족은 1750년 정도까지는 농업에 종사했다.
라플라스 가족 저택이 1925년에 화재로 손실되면서 라플라스의 생애에 대한 기록이 상당수 소실되어, 라플라스의 유년에 대해서는 자료가 적다. 라우즈 볼(영어: W. W. Rouse Ball)의 《수학사 개론》에 의하면, 라플라스 가족은 가난한 농부 집안이나, 소작농 집안이었다. 볼에 따르면, 이러한 불우한 환경에서 그의 수학적 능력과 열정에 감복한 부유한 이웃의 도움으로 교육을 받았고, 보몽앙오주의 학교에서 잡역부로 일하다, 학생이 될 수 있었다. 그곳에서 장 르 롱 달랑베르에게 소개장을 받은 이후, 1771년 파리로 올라가 인생을 개척했다고 한다. 하지만, 칼 피어슨 은 반대로 라플라스 가족이 부유한 농경 집안이었다고 한다.
라플라스는 1765년에 16세의 나이로 캉 대학교에 입학하였다. 처음에 라플라스는 로마 가톨릭 교회 신학을 공부하려 하였으나, 곧 수학으로 관심을 돌렸다. 피어슨은 이에 대하여 다음과 같이 적었다.
라플라스 시대에, 캉은 노르망디에서 제일 지적으로 활발한 지역이었다. 라플라스는 여기서 교육받았고, 교수가 된 것이다. 이곳에서 라플라스는 첫 논문을 토리노 왕립 학회의 학회지 《멜랑주》(프랑스어: Mélanges) 4권 (1766년~1769년)에 출판하였다. 이는 그가 22-23세에 파리로 상경한 1771년보다 2년 이상 빠르므로, 그는 파리에 상경가기도 전, 20세 이전에 토리노의 조제프루이 라그랑주와 교류했다는 증거이다. 그는 단순히 촌동네에서 조금 잘한 꼬맹이가 아니었던 것이다! 1765년, 다시 말해 16세에 라플라스는 보몽앙오주 오를레앙 공작 학교를 졸업했고, 캉 대학교에 들어가 5년간 공부한 것이다.
Indeed Caen was probably in Laplace’s day the most intellectually active of all the towns of Normandy. It was here that Laplace was educated and was provisionally a professor. It was here he wrote his first paper published in the Mélanges of the Royal Society of Turin, Tome iv. 1766–1769, at least two years before he went at 22 or 23 to Paris in 1771. Thus before he was 20 he was in touch with Lagrange in Turin. He did not go to Paris a raw self-taught country lad with only a peasant background! In 1765 at the age of sixteen Laplace left the "School of the Duke of Orleans" in Beaumont and went to the University of Caen, where he appears to have studied for five years.

### 성년
라플라스는 캉 대학교의 교수 피에르 르 카뉘(프랑스어: Pierre Le Canu)의 소개장을 들고, 1769년에 19세의 나이로 파리로 상경하여 장 르 롱 달랑베르를 찾았다. 라플라스의 현손에 따르면, 달랑베르는 라플라스를 매우 귀찮아해서, 자기에게 오는 걸 막기 위해 두꺼운 수학책을 던져주고, 이걸 다 읽고 나서 들어오라고 했다. 라플라스가 며칠 안 돼서 돌아오자, 달랑베르는 더 화를 내며, 라플라스가 단 며칠 만에 그 책을 읽었을 리 없다는 생각을 숨기지 않았다. 하지만 몇 차례 책 내용에 대해서 질문을 하고, 대답을 받고 나자 달랑베르는 그가 책을 다 읽었다는 것을 알았고, 그 후 라플라스는 그에게 인정받았다고 한다.
달랑베르의 소개를 받아, 1771년부터는 파리 군관학교에서 교편을 잡았다. 1773년 프랑스 과학 아카데미의 회원이 되었다. 1788년 5월 15일에 39세의 나이로, 18세의 소녀 마리 샤를로트 드 쿠르티 드 로망주(프랑스어: Marie-Charlotte de Courty de Romanges)와 결혼하였고, 아들 사를에밀 라플라스(프랑스어: Charles-Émile Laplace)와 딸 소피쉬잔(Sophie-Suzanne)을 두었다.

### 나폴레옹 집권기 동안의 라플라스
1799년 11월 9일에 나폴레옹 보나파르트는 브뤼메르 18일 쿠데타로 권력을 잡았고, 곧 1799년 11월 12일에 라플라스를 내무부 장관으로 임명하였다. 피어슨은 이를 부정하지만, 볼에 따르면, 라플라스는 나폴레옹이 집권하자 그에게 내무부 장관직을 얻고자 찾아갔다고 한다. 그러나 같은 해 12월 25일에 나폴레옹은 라플라스를 해고하였다. 나폴레옹은 자서전에서 이에 대해 다음과 같이 적었다.
기하학자로는 일류이지만, 라플라스는 평균 이하의 관리라는 것이 곧 분명해졌다. 그가 첫 사무를 본 뒤, 실수를 했다는 것을 깨달았다. 라플라스는 어떤 비판도 좋게 받아들이지 않았다. 그는 모든 곳에서 사소한 트집을 잡았고, 그에게는 모든 아이디어가 결함 투성이였다. 결국 그는 부서에 무한소가 무엇인지 보여주었다.
Géomètre de première catégorie, Laplace n’a pas tardé à se montrer un administrateur plus que médiocre ; de son premier travail nous avons immédiatement compris que nous nous étions trompés. Laplace ne traitait aucune question d’un bon point de vue : il cherchait des subtilités de partout, il avait seulement des idées problématiques et enfin il portait l’esprit de l’infiniment petit jusque dans l’administration.— 

볼은 라플라스와 나폴레옹 간의 유명한 일화를 한 편 소개하고 있다.
라플라스는 나폴레옹에게 올라가 자신의 저작을 한 부 진상했다. 이후 둘이 나눈 대화가 잘 기록되어 있으며, 특별한 대화였기 때문에 완전하게 소개하려고 한다. 누군가가 나폴레옹에게 이 책이 신에 관해서 아무런 이야기도 쓰고 있지 않다는 것을 말해준 적이 있었다(라플라스 이전까지만 해도 신의 천사가 신의 명을 받들어 행성들을 밀어 움직이고 있다는 이론이 횡행하고 있었다). 남을 당황하게 만드는 질문을 하길 즐겼던 나폴레옹은, 책을 받으며 말했다. '라플라스 경, 사람들이 말하길, 당신이 우주에 대해 방대한 책을 썼으면서도, 창조주에 관한 이야기를 한 마디도 쓰지 않았다고 하오.'(당시까지만 해도 무신론은 범죄시 되고 있었다.) 라플라스는 정치에 관심이 많았고, 권력을 얻고자 하는 욕망이 강했지만, 자신의 철학을 굽히기를 좋아하지 않았고, 얼굴을 들어 말했다.
제게는 그 가설이 필요 없었나이다.
Je n’avais pas besoin de cette hypothèse-là.
나폴레옹은 대단히 재미있어 하며, 그 대답을 조제프루이 라그랑주에게 전해주었다. 그 말을 전해들은 라그랑주는 이렇게 외쳤다.
아, 이건 멋진 가설이다. 그것 하나만으로 많은 것이 설명되지 않는가.
Ah! c’est une belle hypothèse; ça explique beaucoup de choses.

라플라스가 내무부에서 해고됐지만, 나폴레옹과 라플라스는 서로 친밀한 관계를 유지하고자 했다. 나폴레옹은 1799년 12월 24일에 그를 상원의원에 추대했으며, 1806년에 백작 작위를 수여하였다. 라플라스는 《천체 역학》(프랑스어: Mécanique céleste) 제3권을 나폴레옹에게 헌정하였다. 부르봉 왕정 복고 이후에 출판된 것에는 이것이 삭제되어 있으며, 피어슨은 그것을 내버려 두었더라도 검열 때문에 없어졌을 것이라고 말한다.

### 부르봉 복고 이후의 라플라스
1814년 나폴레옹 보나파르트의 세력이 쇠퇴하고 있다는 신호를 감지한 라플라스는 재빨리 부르봉 왕가의 쪽으로 돌아섰다. 1817년에 라플라스는 부르봉 왕정복고와 함께 후작으로 승격되었다.
라플라스는 1827년에 파리에서 사망하였다. 라플라스의 사후, 라플라스의 뇌를 외과의사 프랑수아 마장디(프랑스어: François Magendie)가 채집해서 오랜 기간 보존해 두었다. 나중에 이는 영국 해부학 박물관에 전시되었는데, 평균 두뇌 크기보다 더 작다고 한다.

## 업적

### 《천체 역학》
그의 저서 《천체 역학》(프랑스어: Mécanique céleste, 총 5권)에서는 고전역학에서 뉴턴이 택했던 방식인, 기하학적 접근방식에 대한 번역을 실어, 당시 물리학을 집대성하고 확장한 것으로 평가받는다. 더불어 《확률론의 해석이론》 등의 명저를 남겼으며, 수리 물리학 발전에 엄청난 공헌을 했다. 라플라스 변환, 라플라스 방정식 등에 그의 이름이 남아 있다.
그는 성운 가설을 다시 진술하고 발전시켰다. 이는 블랙홀과 중력 붕괴에 대한 최초의 이론적 예측이다.
《천체 역학》에서는 강체 또는 유체의 운동에서부터, 지구의 모양, 조석이론까지 논하고 있다. 이 문제들은 결국 미분방정식을 푸는 것이지만, 새로운 방법을 제시하여 발전시킨 것이 많다. 특히 오차평가 등은 그가 썼던 확률론의 응용이기도 하다.

### 라플라스 변환
1744년 레온하르트 오일러, 조제프루이 라그랑주에 이어, 미분방정식에 대한 해를 찾기 위한 노력으로, 라플라스는 다음과 같은 변환을 생각했다.:260
{\displaystyle z=\int X(x)e^{ax}dx} and {\displaystyle z=\int X(x)x^{a}dx.}
1785년, 라플라스는 위의 식을 이용한 라플라스 변환을 이용해서 미분 방정식을 통째로 대수 방정식으로 변환해, 대수 방정식을 푼 뒤, 그 해를 다시 역변환해 미분 방정식의 해를 얻는 방식으로 미분방정식을 푸는 방법을 개발했다. 이 방식은 공학 수학분야에서 널리 응용되고 있다.:261–262

### 구면 조화 함수

구면 조화 함수

르장드르는 1783년 파리 아카데미에 보낸 논문에서, 현재 연관 르장드르 함수로 알려져 있는 함수를 알렸다.
만약 한 이차원 평면의 두 점을 평면에서 극좌표로 (r, θ)와 (r ', θ') 로 나타낸다고 할 때, 여기서 일반성을 잃지 않고 r ' ≥ r 로 나타낼 수 있다. 이때 코사인법칙을 이용해서, 두 점 사이의 거리를 다음과 같이 나타낼 수 있다.
{\displaystyle {\frac {1}{d}}={\frac {1}{r'}}\left[1-2\cos(\theta '-\theta ){\frac {r}{r'}}+\left({\frac {r}{r'}}\right)^{2}\right]^{-{\tfrac {1}{2}}}.}
이 표현을 테일러 급수 표현 방식을 써서 r/r '에 대해 전개하면,
{\displaystyle {\frac {1}{d}}={\frac {1}{r'}}\sum _{k=0}^{\infty }P_{k}^{0}(\cos(\theta '-\theta ))\left({\frac {r}{r'}}\right)^{k}.}
을 얻는다. 여기서 {\displaystyle P_{0}^{k}(\cos \phi )}함수는 르장드르 연관 함수라고 불린다. 라플라스는 르장드르에게 공을 돌리며, 위 결과를 삼차원 공간으로 확장하여 구면 조화 함수를 정의하였다. 이들을 적당한 계수를 곱해 더하면 제곱 적분 가능한 모든 3차원 공 모양 평면 위의 함수를 표현할 수 있다.

### 퍼텐셜 이론
구면 조화 함수 이론을 다룬 논문에서, 스칼라 퍼텐셜 이론도 다루고 있다. 중력은 벡터량이므로, 크기와 방향을 가지고 있다. 퍼텐셜 함수는 스칼라 량으로, 크기만을 가지고 있는 함수이기 때문에 계산하기에도, 이론으로 다루기에도 훨씬 간편하다.
퍼텐셜 이론은 이전부터 존재해왔지만, 라플라스는 미적분학을 퍼텐셜함수에 적용해, 퍼텐셜 함수가 항상 다음의 미분방정식(라플라스 방정식)을 만족함을 보였다.:
{\displaystyle \nabla ^{2}V={\partial ^{2}V \over \partial x^{2}}+{\partial ^{2}V \over \partial y^{2}}+{\partial ^{2}V \over \partial z^{2}}=0}
- 그리고, 이 결과에 힘입어, 라플라스는 중력이론을 더욱 발전시킬 수 있었다. 구면 조화 함수는 이 라플라스 방정식의 중요하고 실용적인 해이다. 구면좌표계에서 라플라스 방정식을 변수분리법으로 변환하고, 각도에 관한 해만 뽑아내면, 이는 라플라스의 구면 조화 함수의 합이 된다. 이는 다른 좌표계에서 잡은 해를 구하는 것보다 훨씬 간편할 때 쓴다.

## 같이 보기
- 파스칼의 내기